# Quejana
Quejana ou Kexaa é uma aldeia e concelho situado no município de Aiara, na província de Álava, País Basco, Espanha. Em 2020, tinha uma população de 39.